# Izquierda Democrática Cántabra
Izquierda Democrática Cántabra (IDCAN) va ser un partit d'ideologia d'esquerra inscrit en el Ministeri de l'Interior el 22 de setembre de 1997 i format per antics membres d'Izquierda Unida de Cantàbria.
Els seus caps visibles eren els polítics càntabres Àngel Agudo i Martín Berriolope. Aquest últim, com a representant del partit, va ser un dels ponents (al costat dels representants del Partit Popular de Cantàbria, PSC-PSOE, UPCA i PRC) en el Pacte de Carmona del 29 de desembre de 1997, pel qual es consensuava la reforma de l'Estatut d'Autonomia de Cantàbria.
IDCAN va acudir a cites electorals coaligat amb el Partit Socialista de Cantàbria (PSC-PSOE) sota la denominació de PSOE-Progressistes. Al maig del 2003, després de les eleccions autonòmiques a Cantàbria, van passar a formar part del nou Govern PSC-PRC a conseqüència del seu pacte preelectoral amb els socialistes càntabres. Finalment, el 8 de novembre del 2003 van decidir dissoldre's com a partit i integrar-se plenament en el PSC-PSOE.